# Онгал (пік)

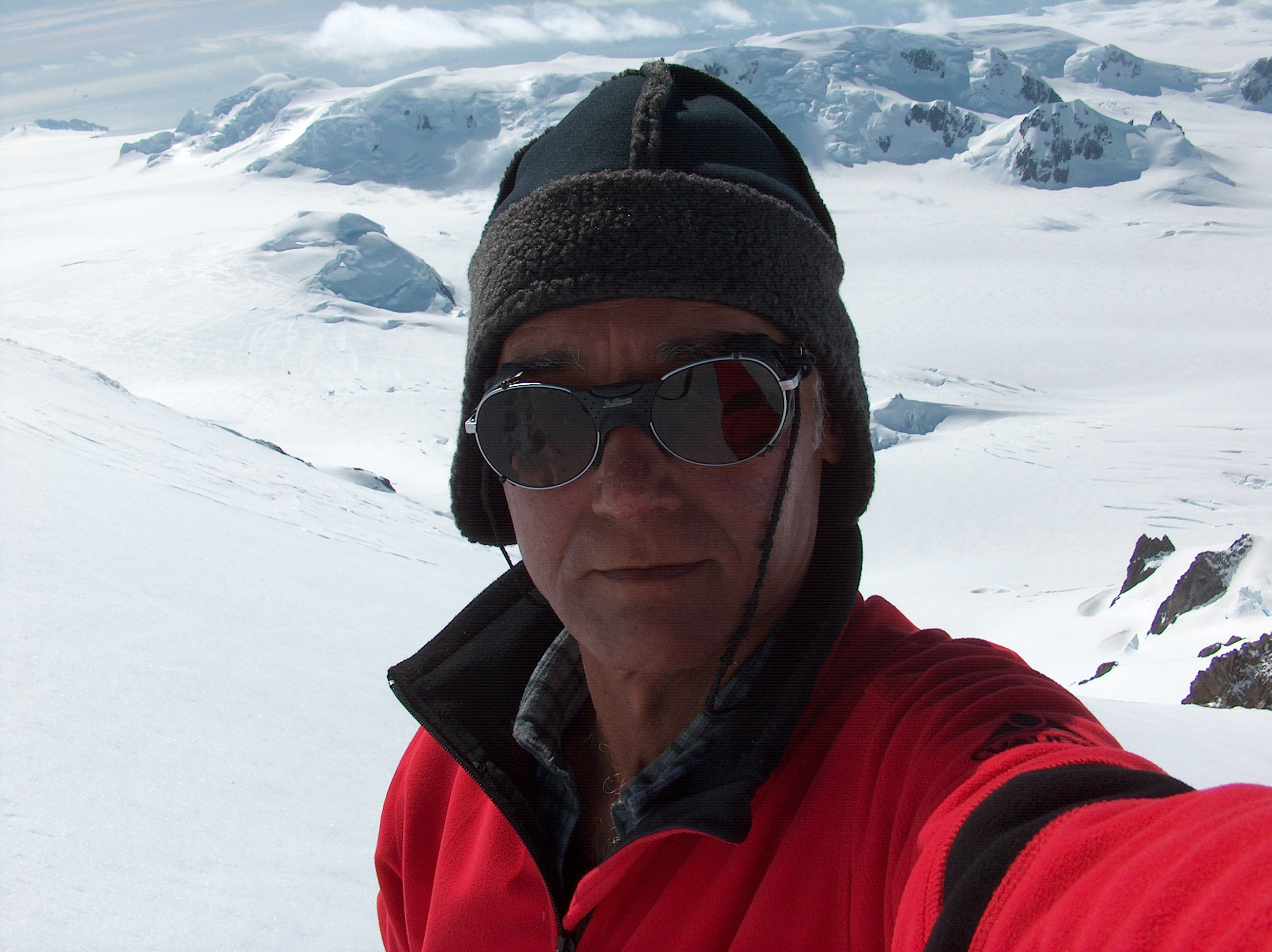
Перше сходження на пік Онгал Любомира Іванова 21 грудня 2004 року; північно-західний вид з вершини з льодовиком Гурон та хребтом Боулз на задньому плані

Пік Онгал (болг. връх Онгъл, трансліт. vrah Ongal, IPA: [ˈVrɤx ˈɔŋɡɐɫ]) — гостра заледеніла вершина хребта Левські в горах Тангра, острів Лівінгстон на Південних Шетландських островах, Антарктида. Він долає долину Шипка на північному заході та льодовик Гурон та його притоки на півночі та північному сході.
Вперше пік був підкорений і обстежений 21 грудня 2004 року болгарином Любомиром Івановим з табору Академія.
Він був названий на честь історичної області Онгал Першої болгарської імперії, розташованої в районі дельти Дунаю та на північ від Чорного моря, у зв'язку з битвою при Онгалі .

## Розташування
Пік Онгал розташований 520 м на північ від піку Левські, 1,76 км на південний схід від піку Зограф, 650 м на південь від піку Коміні, 1,19 км на південь від піку Равда та 2,44 км на захід-південний захід від піку Плана. Болгарська топографічна зйомка Тангра 2004/05 та картографування у 2005, 2009 та 2017 роках.

## Мапи
- Південні Шетландські острови. [Архівовано 2 червня 2021 у Wayback Machine.] Масштаб 1: 200000 топографічної карти. DOS 610 Аркуш W 62 60. Толворт, Велика Британія, 1968 рік.
- Острів Лівінгстон і Децепсьон. Карта топографіки ескала 1: 100000. Мадрид: Servicio Geográfico del Ejército, 1991.
- Л. Л. Іванов та ін., Антарктида: острів Лівінгстон, Південні Шетландські острови (від Англійської протоки до протоки Мортон, з ілюстраціями та розподілом крижаного покриву), топографічна карта масштабу 1: 100000, Антарктична комісія з географічних назв Болгарії, Софія, 2005
- Л. Л. Іванов. Антарктида: Острів Лівінгстон та Гринвіч, Роберт, Сноу та Сміт. Масштаб 1: 120000 топографічної карти. Троян: Фонд Манфреда Вернера, 2010.ISBN 978-954-92032-9-5 (перше видання 2009 р.ISBN 978-954-92032-6-4)
- Антарктична цифрова база даних (ADD). [Архівовано 5 березня 2017 у Wayback Machine.] Масштаб 1: 250000 топографічної карти Антарктиди. Науковий комітет з антарктичних досліджень (SCAR), 1993—2016.
- Л. Л. Іванов. Антарктида: острів Лівінгстон та острів Сміт . Масштаб 1: 100000 топографічної карти. Фонд Манфреда Вернера, 2017.ISBN 978-619-90008-3-0

## Галерея

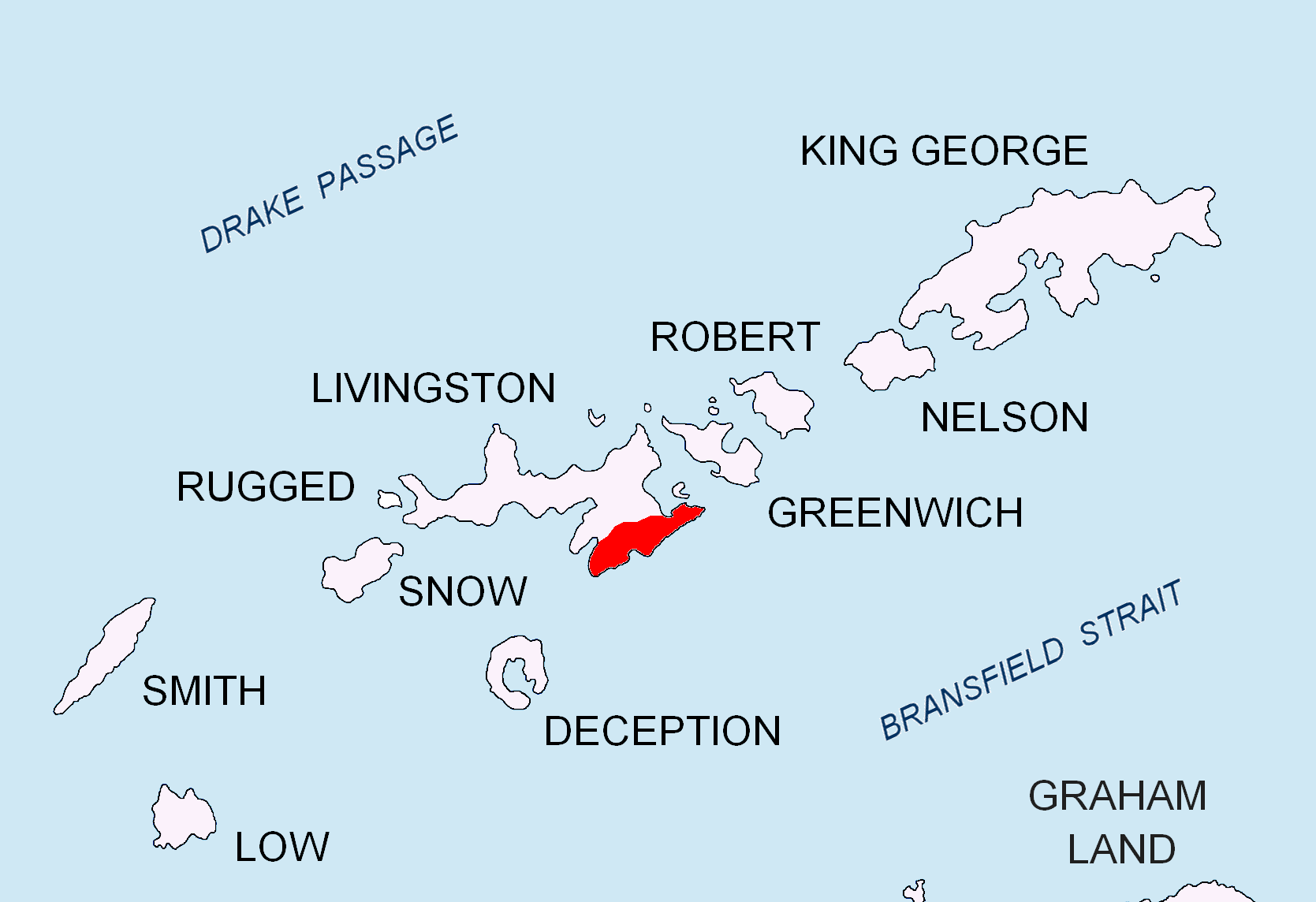
Розташування гір Тангра на острові Лівінгстон на Південних Шетландських островах
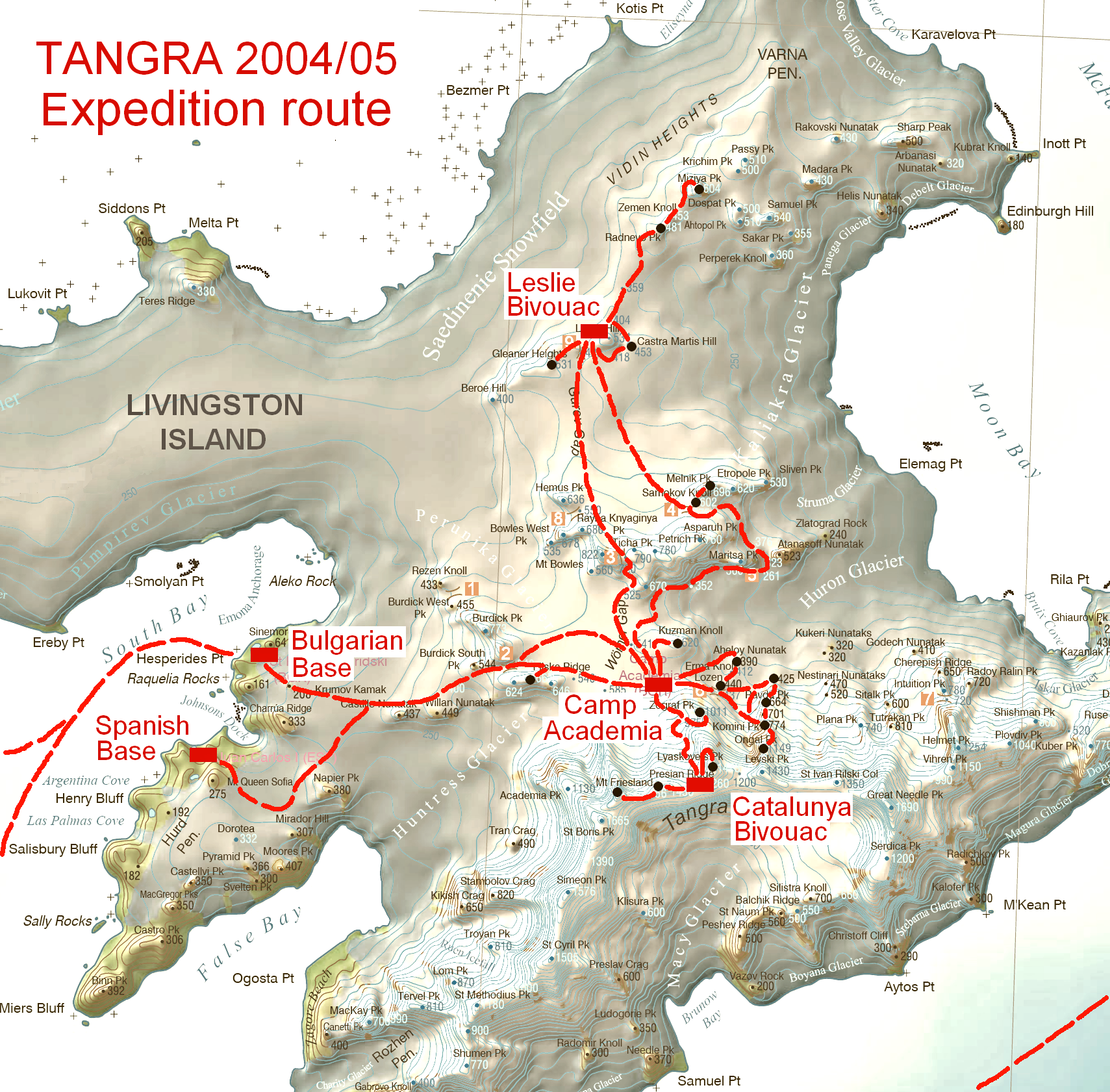
Маршрут обстеження Тангра 2004/05, включаючи пік Онгал
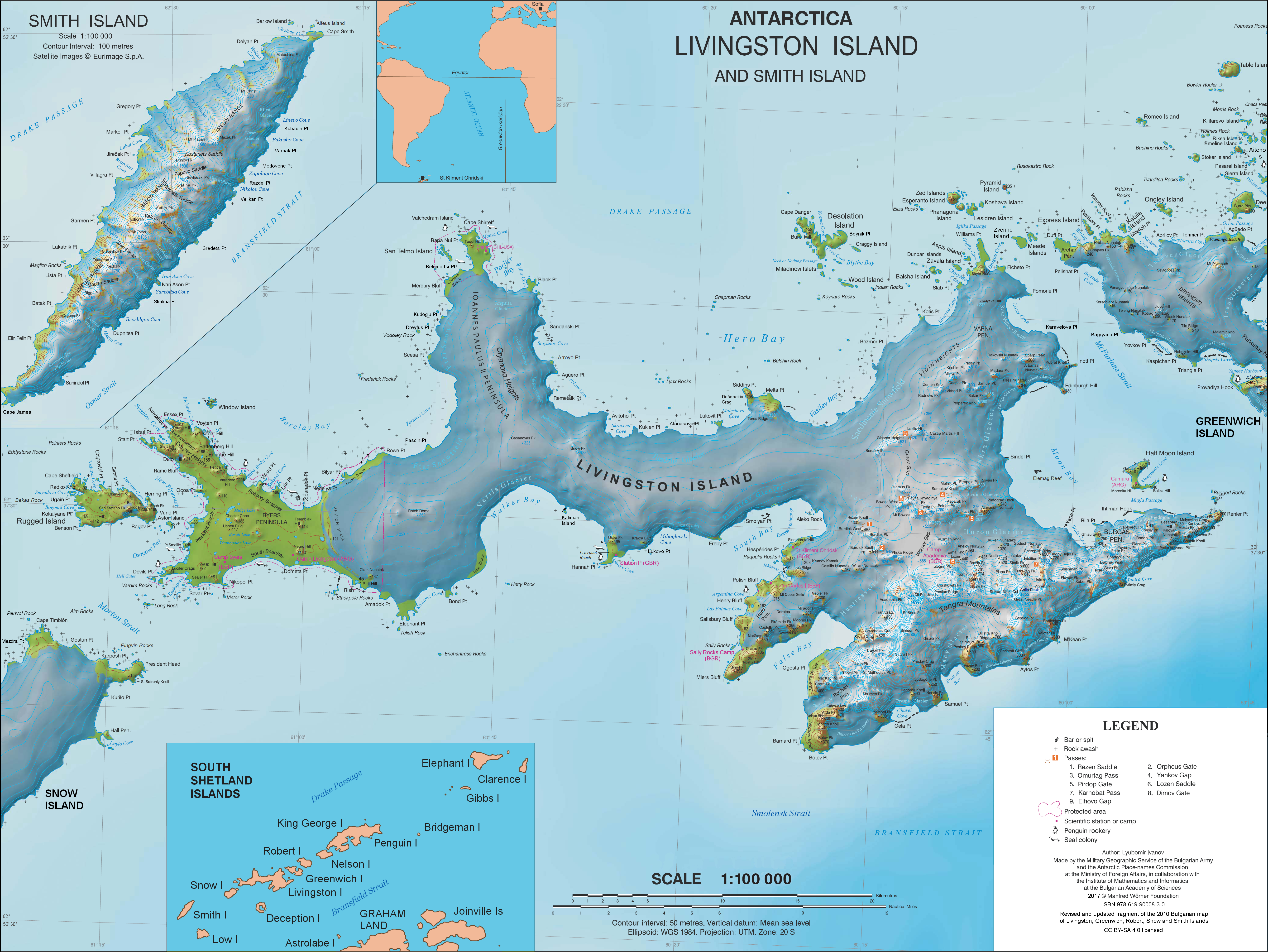
Топографічна карта островів Лівінгстон та Сміт